# Safor
Safor là một comarca trong tỉnh Valencia, Cộng đồng Valencian, Tây Ban Nha. Thủ phủ là thành phố Gandia, nhưng cũng bao gồm các đô thị Oliva, Piles và Daimús.

## Các đô thị bên trong
- Ador
- Alfauir
- Almiserà
- Almoines
- L'Alqueria de la Comtessa
- Barx
- Bellreguard
- Beniarjó
- Benifairó de la Valldigna
- Beniflá
- Benirredrà
- Castellonet de la Conquesta
- Daimús
- La Font d'En Carròs
- Gandia
- Guardamar de la Safor
- Llocnou de Sant Jeroni
- Miramar
- Oliva
- Palma de Gandia
- Palmera
- Piles
- Potries
- Rafelcofer
- Real de Gandia
- Ròtova
- Simat de la Valldigna
- Tavernes de la Valldigna
- Villalonga
- Xeraco
- Xeresa